# Two of a Mind
Two of a Mind est un album de cool jazz enregistré en 1962 par les saxophonistes américains Paul Desmond et Gerry Mulligan.
Deux des meilleurs talents ayant émergé dans la génération jazz d'après-guerre sont réunis ici pour une session musicale joyeuse et informelle. Cet album est l'œuvre de deux saxophonistes qui aimaient le challenge de l'improvisation en duo.
La publication de l'album amène en avril 1962 le label Verve Records à publier à nouveau l'album en duo des deux saxophonistes Gerry Mulligan - Paul Desmond Quartet de 1958 sous le titre Blues in Time, ce « re-packaging » ayant pour but de faire concurrence à la sortie annoncée de Two of a Mind par RCA Victor.

## Historique

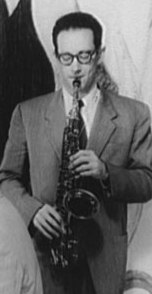
Paul Desmond en 1954.

### Contexte
Paul Desmond et Gerry Mulligan sont de vieux amis qui sont apparus à peu près à la même époque sur la scène du jazz.
À l'époque, ils sortent chacun d'une décennie marquante, Paul Desmond en tant que saxophone alto du Dave Brubeck Quartet et Gerry Mulligan en tant que saxophone baryton et leader de plusieurs groupes, allant d'un quartet à une formation de grande taille.
Les sessions d'enregistrement de l'album Two of a Mind doivent être faites à plusieurs semaines d'intervalle à cause des déplacements de Desmond et Mulligan dus à leurs engagements respectifs, combinés aux disponibilités des autres musiciens.
Les deux saxophonistes jouent ici dans des quatuors sans piano qui comprennent Wendell Marshall, Joe Benjamin ou John Beal à la contrebasse, et Connie Kay ou Mel Lewis à la batterie,,,.

### Enregistrement et production
Le disque est produit par Bob Prince et George Avakian : le premier est compositeur de jazz, chef d'orchestre, arrangeur musical et producteur, tandis que le second est historien du jazz, écrivain, producteur et directeur artistique.
Il est enregistré par Mickey Crofford, Ray Hall, et Bob Simpson le 26 juin, le 3 juillet et le 13 août 1962 dans le Studio A de RCA Victor à New York,,,,.
Les sessions d'enregistrement doivent être faites à plusieurs semaines d'intervalle à cause des déplacements de Desmond et Mulligan dus à leurs engagements respectifs. Combiné aux obligations des autres musiciens, ceci explique pourquoi la section rythmique varie d'une session à l'autre.
Les morceaux sont enregistrés aux dates et avec les musiciens suivants :
- 26 juin : 
  - enregistrement par Mickey Crofford de Blight of the Fumble Bee : Desmond / Mulligan / John Beal / Connie Kay
  - enregistrement de The Way You Look Tonight : Desmond / Mulligan
- 3 juillet : enregistrement par Ray Hall de All the Things You Are et Stardust : Desmond / Mulligan / Wendell Marshall / Connie Kay
- 13 août : enregistrement par Bob Simpson de Two of a Mind et  Out of Nowhere : Desmond / Mulligan / Joe Benjamin / Mel Lewis

### Publication
L'album sort en 1962 en format disque vinyle long playing (LP) sur le label RCA Victor sous la référence LSP-2624 ou LPM-2624,,,,.
La notice du LP original (original liner notes) est de la main du producteur et historien du jazz George Avakian.

### Rééditions
L'album est réédité à plusieurs reprises en disque vinyle LP de 1963 à 2019 par les labels RCA Victor, RCA International, Bluebird, WaxTime, Speakers Corner Records, ORG Music et Spiral Records,.
À partir de 1989, Two of a Mind est publié en CD par les labels Bluebird, RCA, BMG, RCA Victor, Living Stereo, BMG, Sony, Columbia, Legacy, 4π, 	K2 HD, Corriere Della Sera, Essential Jazz Classics et Org Music,.

## Accueil critique
Le site AllMusic attribue 4½ étoiles à Two of a Mind. 
Le critique musical Scott Yanow d'AllMusic souligne que « Paul Desmond et Gerry Mulligan ont toujours formé une équipe parfaite lors de leurs rares collaborations » et que « l'interaction entre Desmond et Mulligan est toujours agréable. Fortement recommandé ».
Comparant l'interprétation que Mulligan avait donnée de Stardust en 1957 en duo avec le trompettiste Chet Baker avec celle qu'il donne ici en 1962 avec Paul Desmond, Will Friedwald constate : « Aussi bon que soit son jeu sur l'enregistrement de 1957, Mulligan sonne encore plus inspiré avec Desmond en 1962 : Baker complète peut-être Mulligan mais Desmond défie le baryton d'une manière mystérieusement non-agressive ».
Pour l'historien du jazz et producteur George Avakian, auteur de la notice du LP original (original liner notes), « Paul et Gerry sont des improvisateurs solos avec de grands talents mélodiques. Ils travaillent toujours à la même conception d'ensemble, même si chacun d'eux est aussi l'un des plus grands solistes du jazz de l'époque. Le résultat est une série de performances époustouflantes dans lesquelles quelque chose d'excitant se passe à chaque instant. Mais le véritable intérêt de cet album est de suivre le contrepoint renversant et les merveilleux solos de ces deux superbes improvisateurs. Ces enregistrements sont exceptionnellement soignés et propres, même s'ils sont très informels. Il y a des moments d'une rare beauté qui se révèleront au fil des écoutes répétées ».

## Liste des morceaux
Le LP original comportait 6 morceaux,,, :
| 1.    | All the Things You Are   | Oscar Hammerstein II / Jerome Kern | 5:48 |
| 2.    | Stardust                 | Hoagy Carmichael / Mitchell Parish | 8:20 |
| 3.    | Two of a Mind            | Paul Desmond                       | 5:45 |
| 4.    | Blight of the Fumble Bee | Gerry Mulligan                     | 6:33 |
| 5.    | The Way You Look Tonight | Dorothy Fields / Jerome Kern       | 7:19 |
| 6.    | Out of Nowhere           | Johnny Green / Edward Heyman       | 6:42 |
| 40:27 |                          |                                    |      |

## Musiciens
- Paul Desmond : saxophone alto
- Gerry Mulligan : saxophone baryton
- Wendell Marshall : contrebasse (morceaux 1 et 2)
- Joe Benjamin : contrebasse (morceaux 3, 5 et 6)
- John Beal : contrebasse (morceau 4)
- Connie Kay : batterie (morceaux 1, 2 et 4)
- Mel Lewis : batterie (morceaux 3, 5 et 6)